# Highway 61 Revisited
Highway 61 Revisited je šesté řadové album amerického zpěváka a skladatele Boba Dylana, které v srpnu 1965 vydalo Columbia Records. Po vydání album dosáhlo třetí místo v žebříčku amerického Billboardu a čtvrtou pozici v žebříčkách Spojeného království. V roce 2003 se album dostalo na 4. místo seznamu 500 nejlepších alb všech dob, který zveřejnil časopis Rolling Stone.
Mezi významná díla v historii populární hudby patří skladba „Like a Rolling Stone“, která se v žebříčku amerických pop singlů dostala na 2. místo a v britských žebříčcích na 4. pozici. V roce 2004 se tato skladba dostala na první místo seznamu 500 nejlepších skladeb všech dob, který zveřejnil opět časopis Rolling Stone. Do tohoto seznamu se dostaly i další dvě skladby, které byly vydané na tomto albu: „Desolation Row“ (#185) a titulní „Highway 61 Revisited“ (#364).

## Seznam skladeb
Autorem všech skladeb je Bob Dylan.

### Strana jedna
1. "Like a Rolling Stone" – 6:09
2. "Tombstone Blues" – 5:58
3. "It Takes a Lot to Laugh, It Takes a Train to Cry" – 4:09
4. "From a Buick 6" – 3:19
5. "Ballad of a Thin Man" – 5:58

### Strana dva
1. "Queen Jane Approximately" – 5:31
2. "Highway 61 Revisited" – 3:30
3. "Just Like Tom Thumb's Blues" – 5:31
4. "Desolation Row" – 11:21

## Sestava
- Bob Dylan – kytara, harmonika, klavír, zpěv
- Mike Bloomfield – kytara
- Harvey Brooks známý jako Harvey Goldstein – basová kytara
- Bobby Gregg – bicí
- Paul Griffin – varhany, klavír
- Al Kooper – varhany, klavír
- Sam Lay – bicí
- Charlie McCoy – kytara
- Frank Owens – klavír
- Russ Savakus – basová kytara